# 天空音パレード
天空音パレード（てんくうおんぱれーど）は、日本の女性アイドルグループ。パラドックスプロダクション所属。略称は天パレ（てんぱれ）。英語表記のTENKU ON PARADEの頭文字をとり、TOPと略記することもある。

## 概要
2012年7月1日に大阪で誕生した女性アイドルグループ。「神話の世界を歌にする」をコンセプトに、史実とファンタジーの世界を楽曲タイトルとし構成される「ジーザスサウンド」と呼ぶ楽曲群を携え、関西を中心に活動を行っている。毎週水曜日には大阪の梅田にある天空音パレード常設イベント会場アイドルテラスにてシンワールドという単独定期公演を行っている。週末には対バンライブに積極的に出演したり、アイドルテラスにて不定期の単独公演をおこなったりしており、年間200回を超えるライブイベントを開催している。賞コンテストでは、まねきねこ主催「すきどるPROJECT」で2015年全国準優勝、2016年全国優勝、「U.M.U AWARD」で2016年、2017年関西地区代表、2023年IDOL COLLOSEUMで優勝しPayPayドームで開催されたMUSIC CIRCUS2023に出場。
2014年3月1日に現在のグループ名に改名された。
旧グループ名は、拠点としていた十三にちなんだJSOであった。
天空音パレードというグループ名はメンバーがそれぞれ持ち寄った50個以上のアイデアを基に決められ、「十三に留まらず全国展開へ」「地下から地上、空まで駆け上がりたい」「関西のTOPを目指す」という願いが込められている。天空音パレードと改名すると同時に、マスコットキャラクターの「ヴァンちゃん」も誕生した。
メンバーにはそれぞれイメージカラーと宿星と守護神が存在する(#メンバーの章参照)。グループのイメージカラーはスカイブルー。
また、CDのみならず、ジーザスサウンドを中心としたミュージック・ビデオ集や、旅の様子を収録したバラエティDVD、グラビア写真集をリリースしていることも特徴の一つである。2018年春に全国ツアー「神降臨-GOD DESCENT-」を行い、全国11都市12会場でワンマンライブを開催した。2021年秋に全国ツアー「夢神楽」を開催。

## メンバー
| 名前        | よみ            | 愛称     | 誕生日   | 出身地 | 血液型 | 加入日         | イメージカラー     | 宿星   | 守護神                   | 守護霊獣             | 安息の地       | 特記事項 |
| ----------- | --------------- | -------- | -------- | ------ | ------ | -------------- | ------------------ | ------ | ------------------------ | -------------------- | -------------- | -------- |
| 足森 いづみ | あしもり いづみ | いづみん | 5月19日  | 大阪府 | B型    | 2012年 7月1日  | ジュピテルイエロー | 木星   | 唯一絶対神ゼウス         | マイメロディ         | ディズニーシー | リーダー |
| 岸 りんか   | きし りんか     | りんか   | 10月2日  | 滋賀県 | A型    | 2019年 6月5日  | エンジェルピンク   | 天王星 | 平和と繁栄の神ヘスティア | クロミちゃん         | USJ            |          |
| 兎見 さゆ   | うさみ さゆ     | うさみぃ | 3月3日   | 大阪府 | B型    | 2020年 9月9日  | ムーンパープル     | 月     | 純潔と狩猟の神アルテミス | うさぎ・ハムスター   | ニフレル       |          |
| 紅月 あまね | こうづき あまね | あまね   | 11月11日 | 兵庫県 | A型    | 2021年 9月29日 | サンレッド         | 太陽   | 光明の神アポローン       | ポチャッコ →キティ   | 海             |          |
| 羽澄 るな   | はずみ るな     | るな     | 3月10日  | 大阪府 | A型    | 2023年7月7日   | フェアリーグリーン | 土星   | 農耕の神サートゥルヌス   | トトロ               | 映画館         |          |
| 仁瀬 みる   | ひとせ みる     | みる     | ３月12日 | 大阪府 | AB型   | 2024年11月25日 | ガーネットオレンジ |        |                          | ケロちゃん(ccさくら) | トイレ         |          |

## エピソード

### 足森いづみ
- JSO結成当時からのオリジナルメンバーで現在のリーダー。キャッチフレーズは「見る人みんなの瞳の住人、天パレのファンタジスタ」。過去のキャッチフレーズは、「いづみらくるを起こしますっ！ 」、「年中無休で全力疾走、天パレのエースストライカー」。ファンタジスタ、エースストライカー、共に、高校時代にサッカー部と両立していたことに由来する。高校時代のサッカー部でのポジションは右サイドバック。試合前であれば大分遠征でもサッカーボールを持ってくるくらい熱心に打ち込んでいた[2]。
- センター曲は「クロスロード」。ライブ中の元気な笑顔が特徴。2015年3月31日に高校を卒業し、卒業旅行では竹下とともに韓国へ行き、ライブ用衣装を購入してきた。名前の英字表記を長らく日本式ローマ字による'Idumi'としていたが、卒業旅行にあたりパスポートを取得してからは'Izumi'も使用している[2]。
- 好きな食べ物は麺。好きなパスタはペペロンチーノ。好きなラーメンは塩ラーメン。好きな花はチューリップ[2]。
- 特技は、高速まばたき、高速文字入力[3]。
- 座右の銘は「人生、経験」[3]。

### 岸りんか
- 2018年12月23日天空音パレードクリスマスライブ-既知との遭遇-で候補生としてデビュー。2019年6月5日の公演でメンバーに昇格。キャッチフレーズは「イメージカラーはミントグリーン！全力前進ポジティブガール！天パレの織り姫」[2]。
- 身長は、147cmでメンバーの中で一番低い[2]。
- ピアノ・ダンスを5歳から7年やっていた。声優にも興味があり、声色を変えるのが得意。書道や絵でも学校で賞状を貰うくらいの腕前[2]。
- 好きな食べ物は、チョコミント、トマト、梅のお菓子、甘いもの[2]。
- 特技は、ダンス、声色を変えること[4]。
- 座右の銘は「雨垂れ石を穿つ、唯一無二」[4]
- 2024年1月3日から竹上りんかから岸りんかに改姓。

### 兎見さゆ
- 2020年9月9日天空音パレード水曜定期公演「シンワールド」でデビュー。新体制始動後の２人目の新メンバー[2]。
- 好きなアニメは、「魔法少女まどか☆マギカ」と「新世紀エヴァンゲリオン」。「世界が複雑で小難しくて、考察が伸びるようなアニメ」と、「キャラクターの心情が細かく描かれていて感情移入しやすい」ものが好み[5]。
- チャームポイントは、うさぎさんみたいな前歯[6]。
- 特技は、手を使わず寄り目すること。
- 座右の銘は「信じれば叶う」

### 紅月あまね
- 2021年９月2９日天空音パレード水曜定期公演HARMONIAリリース公演で、3rdアルバム「ハルモニア」のリリースと同時にデビューした[2]。
- 天空音パレード加入10日目からスタートした夢神楽ツアーを無事にやり遂げた[7]。
- 好きなものは、岩盤浴、チェリー[8]。
- 特技は、水泳。
- 座右の銘は「努力は裏切らない」

### 羽澄るな
- 2023年4月15日にデビュー、7月7日に正規メンバーに昇格。
- 天空音パレード加入1カ月半にしてPayPayドームの大舞台に立った。
- 好きなものは、アイス、魚、海外ドラマ[9]。
- 特技は、アイスの大食い。
- 座右の銘は「蒔かぬ種は生えぬ」

### 仁瀬みる
- 2024年10月9日にデビュー、11月25日に正規メンバーに昇格。
- これまで舞台役者としても活動しており、天空音パレード加入後も舞台の仕事も継続。
- 好きなものは、ギター、舞台観劇、文豪ストレイドッグス、東海オンエア、けいおん！、ccさくら、おジャ魔女どれみ、節電。
- 特技は、はじめましての方と楽しく話すこと。
- 座右の銘は「絶対だいじょうぶだよ」

### ヴァンちゃん
- 2014年3月1日にグループ名が天空音パレードに変更されると同時に誕生した、天空音パレードのマスコットキャラクター。公式のTシャツやリストヴァンド、ステッカーや弾幕などに登場している[2]。
- 名前の由来はコウモリの英訳をヴァンパイアと勘違いしたためだが、ヴァンちゃん自身も自分がヴァンパイアの末裔だと思っている。ヴァンちゃんズの公式ブログ[10]にはたびたび登場しており、一人称は「ヴァイ」[2]。
- さよならの挨拶は「ヴァイヴァイ」。色は特に定まってはいないが、テンションが上がると金色になる。夢は天空王。一月毎に1つ年齢を重ねる[2]。

## 過去のメンバー
天空音パレードでは、メンバーがグループから離れることを卒業、または脱退と表現する。この発表は公式サイトまたは公演を通じて行われ、通常、卒業するメンバーは卒業公演が開催される。
| 名前        | よみ            | 愛称         | 誕生日   | 加入日         | 卒業/脱退日     | 在籍日数 | イメージカラー     | 特記事項                                                |
| ----------- | --------------- | ------------ | -------- | -------------- | --------------- | -------- | ------------------ | ------------------------------------------------------- |
| 秋瀬 まい   | あきせ まい     | まいぴ       | 9月8日   | 2012年 7月1日  | 2013年 2月28日  | 242日    | ピンク             | オリジナルメンバー                                      |
| 築城 汐里   | ついき しおり   | したん       | 3月1日   | 2012年 7月1日  | 2013年 6月13日  | 347日    | 緑                 | オリジナルメンバー                                      |
| 増山 萌音   | ますやま ももね | ももたん     | 12月30日 | 2013年 4月21日 | 2014年 7月7日   | 442日    | ライムグリーン     |                                                         |
| 田中 優貴   | たなか ゆうき   | ゆうゆ       | 10月1日  | 2013年 4月21日 | 2014年 11月25日 | 583日    | ショッキングピンク |                                                         |
| 田辺 理子   | たなべ りこ     | りったん     | 8月1日   | 2015年 4月11日 | 2016年 5月22日  | 407日    | ベビーピンク       |                                                         |
| 佐藤 玲奈   | さとう れいな   | おさとうさん | 4月17日  | 2015年 4月11日 | 2017年 1月28日  | 658日    | ディープパープル   | ヴァンちゃんズ出身                                      |
| 百武 あい   | ひゃくたけ あい | あいちゃん   | 2月12日  | 2012年 7月1日  | 2017年 4月2日   | 1736日   | コーラルオレンジ   | オリジナルメンバー                                      |
| 武藤 早紀   | むとう さき     | さっちゃん   | 11月28日 | 2017年 4月30日 | 2017年 9月22日  | 145日    | ローズピンク       |                                                         |
| 芦田 愛由   | あしだ あゆ     | あゆごん     | 4月25日  | 2014年 11月1日 | 2018年 4月22日  | 1268日   | ピュアホワイト     | ヴァンちゃんズ出身                                      |
| 竹下 絵莉   | たけした えり   | えーりん     | 5月1日   | 2012年 7月1日  | 2018年 9月24日  | 2277日   | パッションレッド   | オリジナルメンバー、初代リーダー 現・シモカワチャンネル |
| 白石 栞奈   | しらいし かんな | かんな       | 10月7日  | 2017年 10月9日 | 2018年11月2日   | 391日    | アップルグリーン   |                                                         |
| 徳永 彩佳   | とくなが あやか | あやかぴ     | 6月28日  | 2012年 7月1日  | 2019年 4月14日  | 2479日   | サムライブルー     | オリジナルメンバー                                      |
| 渡辺 姫華   | わたなべ ひめか | ひめぴよ     | 2月21日  | 2018年 4月8日  | 2020年 2月24日  | 688日    | オレンジブロッサム |                                                         |
| 青山 さくら | あおやま さくら | さくら       | 4月29日  | 2018年 4月8日  | 2020年 6月21日  | 806日    | チェリーピンク     |                                                         |
| 姫咲 結海   | きさき ゆうみ   | ゆーみん     | 10月5日  | 2019年 6月5日  | 2020年 6月21日  | 383日    | ストロベリーレッド |                                                         |
| 城田 美遥   | しろた みのり   | みのりん     | 7月10日  | 2019年 10月9日 | 2020年 6月21日  | 257日    | マリンブルー       |                                                         |
| 柳谷 ちほ   | やなぎたに ちほ | ちほりん     | 9月21日  | 2017年 10月9日 | 2022年3月21日   | 1651日   | ネプチューンブルー |                                                         |
| 柑野 みゆう | かんの みゆう   | みゆう       | 1月20日  | 2020年 8月5日  | 2024年3月31日   | 1334日   | ビーナスオレンジ   |                                                         |

## 定期公演
梅田にある専用イベント会場アイドルテラスで単独の定期公演を行っている。
毎週水曜日、19時〜20時メンバー全員参加の単独イベント水曜シンワールドが開催される。歌、ダンス、トークやコーナー、季節ごとの様々な企画内容が行われており、客席は全席シッティングである。セットリストはオリジナル曲が中心である。アイドルテラスでの公演は不定期で週末や祝日にも開催される。この場合、曜日に応じたイベント名(例：日曜公演)になったり、イベントにテーマを設定した公演が開催されたりする。例えば2014年5月3日に開催されたグルメ玉手箱ではメンバーがエプロンをつけた衣装で、客も交えて焼きそば食べたりホットケーキ食べたりと、趣向を凝らしている。
定期公演では基本的に衣装での公演であるが、四季に1度メンバーの私服による公演が開催される。
公演時間は、水曜シンワールドは約60分間、不定期の公演は約60分または約90分であり、公演後に無料で参加できるメンバー全員との握手会がある。握手会の後はグッズの販売とサイン会が約1時間程度開催される。

## ジーザスサウンド/神曲
天空音パレードの持つオリジナル楽曲のうち、楽曲コンセプトの1つであるジーザスサウンド(神曲)を具現化する楽曲については、神曲シリーズ第○弾と明示的に謳われると同時に、楽曲のコンセプトを示すサブタイトルが与えられる。また曲毎にイメージカラーおよび性別が設定されるが、リリース時に明示されることはなく発表されるタイミングは不定である。イメージカラーはステージのライティングに反映される。
| No. | タイトル           | サブタイトル                 | イメージカラー   |
| --- | ------------------ | ---------------------------- | ---------------- |
| 1   | アマテラス         | 太陽の神                     | 白               |
| 2   | カグヤ             | 天界からの使い               | 青               |
| 3   | サラマンダー       | 灼熱の火竜                   | 赤               |
| 4   | タイタン           | 大地を揺るがす巨人族         | 緑               |
| 5   | ナイツオブラウンド | 円卓の騎士                   | 紫               |
| 6   | ハイドアンドシーク | 神々の隠れんぼ               | 黒 (赤)          |
| 7   | マクイルショチトル | 楽園の聖歌隊                 | 黄               |
| 8   | ヤマトタケル       | 歴史の道標                   | ピンク           |
| 9   | ラグナロク         | 世界の終焉                   | 灰 (赤・青)      |
| 10  | ワールズ           | 受け継がれし神語(カンガタリ) | 全色             |
| 11  | ロビンフッド       | 聖森の義賊                   | 緑               |
| 12  | エンマ             | 地獄の番人                   | 赤               |
| 13  | ソンゴクウ         | 縦横無尽の大活劇             | 橙               |
| 14  | リヴァイアサン     | 渦巻く大海嘯                 | 青               |
| 15  | イヴ               | 禁断の果実                   | ピンク           |
| 16  | ギャンブラー       | 伝説の勝負師                 | 赤               |
| 17  | サンダーバード     | 雷雲の中の幻鳥               | 黄               |
| 18  | ヤマタノオロチ     | 八尾の巨龍                   | 赤               |
| 19  | エクスカリバー     | 伝承されし聖剣               | 白               |
| 20  | シンドバッド       | インドの風                   | 水色             |
| 21  | マリア             | 始まりの聖母                 | 白               |
| 22  | ダイナソー         | 未来の恐竜                   | 緑               |
| 23  | カムイ             | 神格の霊的存在               | 白               |
| 24  | アシュラ           | 修羅の道                     | 赤               |
| 25  | ゼルダ             | 十字架の祈り姫               | 青               |
| 26  | オリハルコン       | 幻の古代金属                 | 白               |
| 27  | フランシスカ       | 恋する機械人形               | 紫               |
| 28  | ウィルオウィスプ   | 彷徨う光の精霊               | 水色             |
| 29  | ベルゼブブ         | 蠅の王                       | 赤               |
| 30  | ダルタニアン       | 戦火の三銃士                 | 赤・青・白       |
| 31  | キューピッド       | 気まぐれな天使               | ピンク           |
| 32  | ナスカ             | 奇跡の地上絵                 | 緑               |
| 33  | ジンベエ           | 鮫の王                       | 水色             |
| 34  | ギルガメッシュ     | 強き英雄                     | 青               |
| 35  | ミネルヴァ         | 知恵を司る女神               | 紫               |
| 36  | アリス             | 不思議の国の侵入者           | 橙               |
| 37  | バジリスク         | 蛇の王                       | 赤               |
| 38  | ヘッジホッグ       | 音速の貴公子                 | 灰色             |
| 39  | ハーレクイン       | 目覚めよ傀儡人形             | 赤・青           |
| 40  | ケセランパサラン   | 幸運を呼ぶ来訪者             | 白               |
| 41  | フェニックス       | 炎獄の不死鳥                 | 赤               |
| 42  | エウレカ           | 歓びの詩                     | 水色             |
| 43  | ミロク             | 慈しみ阿頼耶識               | 青               |
| 44  | ヘカトンケイル     | 百腕の巨人                   | 黄               |
| 45  | パイレーツ         | 荒くれの海賊                 | 青               |
| 46  | セントクルス       | 聖夜の配達人                 | クリスマスカラー |
| 47  | サイキック         | 超能力者                     | 白               |
| 48  | ロキ               | 北欧のトリックスター         | 橙               |
| 49  | トロイメライ       | 黄金の音色                   | 金               |
| 50  | シュテン           | 鬼の王                       | 赤               |
| 51  | アトランティス     | 海底の古代都市               | 水色             |
| 52  | ジュゲム           | 寿に限り無し                 | 白               |

第10弾「ワールズ」はジーザスサウンドシリーズ第一章の集大成としてリリースされ、それまでのジーザスサウンドの歴史を物語るような歌詞がつけられた作品となっている。本作をもってジーザスサウンドシリーズの第一章は完結。シリーズ第二章は、「神話の世界を歌にする。」アイドルとして、神話や伝説・ファンタジーの世界まで扱うことにし、第11弾「シンドバッド」をリリースした。「ワールズ」のアウトロと「シンドバッド」のイントロはつながる音階とピアノであり、つながりを象徴している。第一章において、タイトルの一文字目は順列をなしており、コンセプトの重厚さを強調した。順列の存在は第10弾のリリースが予告された直後に発表され、驚きを呼んだ。第二章では、それぞれの曲がシリーズ第一章のいずれかの曲と何らかの関係性を持たせられており、それは世界観が対照的または系譜を踏襲している、作曲者と振付師が同じ、曲調が類似しているなどなどである。それぞれの対応関係を第一章のリリース順とするため、上記表の第二章についてはリリース順には記載していない。なお、楽曲「天空音パレード」はジーザスサウンドシリーズの楽曲ではないが、グループ「天空音パレード」と同じスカイブルーがイメージカラーとして設定されている。第二章からは、章ごとにフルアルバムとしてリリースされている。

## 活動略歴

### 2012年
- 6月21日 公式ブログ開始
- 6月22日 百武あい・徳永彩佳による「かぴょん」結成
- 7月1日 竹下絵莉・百武あい・徳永彩佳・足森いづみ・筑城汐里・秋瀬まいの6人でJSOとして結成
- 7月14日 【Sweet Paradise Vol.13】〜スイパラ海の家〜（日本橋j-bridgeーにて初ライブ出演
- 8月8日 十三のa-styleにて初の単独スタジオイベント開催
- 10月17日 スタジオイベントにて初のオリジナル曲『Run after a dream』を初披露

### 2013年
- 2月27日 秋瀬まいが卒業
- 3月13日 1stシングル『アマテラス』をリリースし、CDデビュー
- 4月24日 増山萌音・田中優貴が加入
- 6月13日 築城汐里が卒業
- 7月13日 初のワンマンライブ〜恋してぶんぶん〜を開催（中津Vi-code）
- 9月11日 2ndシングル『カグヤ』をリリース
- 10月5日 ライブDVD『1stワンマンライブ 恋してぶんぶん』をリリース
- 11月10日 単独イベント会場を十三のa-styleから梅田のアイドルテラスに移転

### 2014年
- 3月1日 グループ名をJSOから天空音パレードに改名
- 4月5日 天空音パレードと行く天空の城日帰りバスツアーを開催
- 4月23日 3rdシングル『サラマンダー』をリリース
- 5月18日 初の主催ライブイベント『パンパカパン！』を開催（西天満LIVEHOUSE'D）
- 7月6日 増山萌音が卒業
- 7月 フジテレビ主催「うますぎるアイドルは誰だ!?歌がうまいアイドル日本一決定戦」に竹下絵莉が参加
- 7月28日 主催ライブイベント第2弾『真夏の天空観測』を開催（西天満LIVEHOUSE'D）
- 8月4日 - 8月11日 「全国の【ろこどる】が踊ってみた」（TBS主催）に足森いづみが参加
- 8月10日 秋葉原にて@JAM NEXT番外編 〜出れんの!?@JAM!? 最終公開オーディション審査〜に出演
- 8月22日 - 8月24日 大型フェリーさんふらわぁで行く神戸〜大分の旅を開催
- 11月1日 芦田愛由が天空音パレードに加入
- 11月20日 佐藤玲奈が候補生として加入
- 11月26日 4thシングル『タイタン/ナイツオブラウンド』をリリース。
- 11月30日 2ndワンマンライブ「stand by me」を開催（梅田Ash OSAKA）
- 12月28日 ライブDVD『2ndワンマンライブ STAND BY ME』をリリース

### 2015年
- 1月10日 主催ライブイベント第3弾『初夢エスコート』を開催（西天満LIVEHOUSE'D）
- 1月25日 第5回熱闘アイドル甲子園　春の選抜大会 に出演（渋谷VUENOS）
- 3月29日 初のミュージック・ビデオ集『音戯奏師』をリリース
- 4月11日 主催ライブイベント第4弾『さくら前線！』を開催（西天満LIVEHOUSE'D）
- 4月11日 佐藤玲奈が候補生から天空音パレードに昇格
- 4月11日 田辺理子が天空音パレードに加入
- 4月30日 ABCテレビのmusicるTVに出演し、グループとして全国地上波デビュー
- 7月4日 主催ライブイベント第5弾『わたしと空とフローズン』を開催（西天満LIVEHOUSE'D）
- 4月3日-7月11日 すきドルPROJECT2に参加[12]。準グランプリを獲得し、持ち歌にすきドル公式ソング『SAY☆いぇ〜！』が追加[13]。(7月11日 すきドルLIVE 東京 ラフォーレミュージアム六本木)
- 7月29日 百武あい・足森いづみによる初のイメージビデオ『柑橘トロピカル in GUAM』をリリース
- 4月13日-8月14日 全国のアイドルによる国民的アニメソングカバーコンテスト「愛踊祭～あいどるまつり～」に参加。1番乗りでのエントリーを果たしたことで「musicるTV」への出演機会を得た後、書類審査による一次審査を通過。WEB投票による二次審査を関西エリア15組中5位で通過し、エリア代表決定戦（イオンモールりんくう泉南）にまで進出した[14]。
- 8月30日 初の写真集、百武あい『あいらんど』、足森いづみ『せーのっ！』を発売。同日、初となる書店でのインストアイベント「『せーのっ！』『あいらんど』刊行記念 足森いづみさん 百武あいさん サイン&握手会」を開催（ジュンク堂書店千日前店、MC:竹下絵莉）
- 10月21日 5thシングル『ハイドアンドシーク/マクイルショチトル』をリリース
- 10月24日 竹下絵莉 初主催ライブイベント『竹下祭〜初主催だよぴっぴ〜』を開催（西天満GANZ toi.toi.toi.）
- 10月24日 主催ライブイベント第6弾『5thシングルリリース記念ライブ〜ハーベスト〜』を開催（西天満GANZ toi.toi.toi.）
- 12月12日 3rdワンマンライブ「天空のカタルシス」を開催（心斎橋大阪RUIDO）
- 12月23日 徳永彩佳・芦田愛由による北海道旅行DVD『北国大作戦 in 北海道 〜ふたりでできるもん〜』をリリース

### 2016年
- 2月7日 - 2月21日 「第3回アイドルソロクイーンコンテスト2016」に竹下絵莉・足森いづみ・芦田愛由が参加[15][16]。揃って準決勝にまで進出した。（2月7日 関西地区予選：大阪市 東成区民センター小ホール、2月21日 準決勝：東京 なかのZERO小ホール）
- 4月6日 初のメンバー全員参加による映像作品、台湾旅行DVD『天空台北記』をリリース
- 4月27日 6thシングル『ヤマトタケル/ラグナロク』をリリース
- 5月22日 田辺理子が卒業
- 7月9日 徳永彩佳超主催イベント「あやフェス2016」を開催（箱作海水浴場ぴちぴちビーチ）
- 4月1日 - 8月20日 すきドルPROJECT3に参加[17]。期間を通じての歌唱・物販ポイント、3ステージに渡る決勝ライブでの来場ポイント、全てで他グループを上回り[18]グランプリを獲得[19]。持ち歌にすきドル公式ソング『MONSTER』が追加。（7月23日 すきドルLIVE! 2016 (1) 名古屋 伏見JAMMIN'、8月20日 すきドルLIVE! 2016 (2),(3) 大阪 梅田amHALL）
- 9月8日 主催ライブイベント第7弾『きゅ～とにハイサーイ! 』を開催（梅田HOLIDAY OSAKA）
- 6月 - 10月4日 ミスFLASH2017オーディション（光文社FLASH編集部主催）に百武あいが参加。書類選考、面接選考、カメラテストを通過し50名のサバイバルバトルに進出[20][21]、撮影会、ネット生放送(マシェバラ)、ネット配信（SHOWROOM）、FLASH本誌読者投票、公式サイト[22]のWEB投票などによる審査を12位で通過し、30名によるセミファイナルバトルに進出。10位以内での通過は叶わなかったが、敗者復活戦であるチャレンジバトルに出場し勝ち残り、ファイナリスト20名の一人として[23]ファイナルバトルにまで進出した。
- 10月22日 徳永彩佳・百武あいによるグラビアムービーDVD『キミとかぴょん』をリリース
- 10月22日 主催イベント『ハロウィンナイト』を開催（西天満LIVEHOUSE'D）
- 11月9日 7thシングル『ワールズ』をリリース
- 6月20日 - 11月27日 U.M.U AWARD 2016「ご当地アイドル日本一決定戦」に参加[24]。グループとして初めて書類審査による一次審査を通過、二次審査の関西エリア代表決定戦1部では1位を獲得し[25]、関西エリア代表として決勝大会ファイナルステージにまで進出した[26][27]。（10月30日 関西エリア代表決定戦 大阪 グランフロント大阪 EVENT Lab.、11月27日 決勝大会 東京 渋谷VISION）
- 12月23日 ジーザスサウンド完成記念DVD、ミュージック・ビデオ集『音戯奏師2』をリリース
- 12月24日 4thワンマンライブ「Xmas Parade」を開催[28]（梅田amHALL）

### 2017年
- 2016年5月 - 1月17日 ミスアクション2017前期オーディション（双葉社刊行「漫画アクション」主催）に徳永彩佳が参加。書類審査による1次選考と撮影会での投票による2次選考からなるサバイバルオーディションに勝ち残り、本戦グランプリバトルに進出。撮影会（フォトセッション）での投票に加え、雑誌投票、WEB投票、ネット生放送（ライブチャット）、ゲームアプリ「グラドルコレクション」での投票を競い、セミファイナル、ファイナルへと進出、準グランプリを受賞。
- 1月28日 佐藤玲奈が卒業
- 3月3日 初となるディナーショー「UMEDA IDOL THEATER Vol.2」に出演（梅田Soap opera classics -Umeda-）
- 4月2日 主催単独ライブイベント「天空音パレード 百武あい卒業LIVE」を開催（西天満LIVEHOUSE'D）
- 4月2日 百武あいが卒業[29]
- 4月30日 主催単独イベント「天空音パレード新章開幕GIG 〜芦田愛由生誕後夜祭&竹下絵莉生誕前夜祭記念〜」を開催（梅田HOLIDAY OSAKA）[30]
- 5月17日 足森いづみ・竹下絵莉による初バリバラエティDVD『バリバリバカンスッ！～魂解放ツアー～』をリリース
- 5月31日 8thシングル『シンドバッド/エンマ』をリリース
- 10月9日 主催単独ライブイベント「天空音パレード２ndGIG ～ハロウィンナイト～」を開催（西天満GANZ.toi.toi.toi.）
- 10月9日 柳谷ちほ・白石栞奈が候補生から天空音パレードに加入
- 11月15日 9thシングル『ソンゴクウ/ギャンブラー』をリリース
- 12月 『2017年下半期（第9回）アイドルセレクト10』に選出

### 2018年
- 2月21日 天空音パレード初のフルアルバム『mythical world（ミジカルワールド）』をリリース[31]
- 3月1日 - 4月8日　全国ツアー「神降臨-GOD DESCENT-」を行い、全国11都市12会場でワンマンライブを開催
- 4月8日 全国ツアー「神降臨-GOD DESCENT-」ファイナルを開催（梅田amHALL）[32]
- 4月8日 青山さくら・渡辺 姫華が候補生から天空音パレードに加入[33]
- 4月22日 芦田愛由が卒業
- 6月 『2018年上半期（第10回）アイドルセレクト10』に選出
- 8月8日 10thシングル『ゼルダ/カムイ』をリリース
- 8月 日本女子プロ野球リーグ・アイドルサマーフェスティバル2018（2018年8月13日、京セラドーム大阪）[34]に出演。
- 9月24日 竹下絵莉が卒業
- 9月24日 二代目リーダーに足森いづみが就任
- 12月18日 『2018年下半期（第11回）アイドルセレクト10』に選出[35]

### 2019年
- 1月16日　11thシングル『キューピッド/オリハルコン』をリリース[36]
- 4月14日　徳永彩佳が卒業
- 6月5日　姫咲結海と竹上梨華が候補生から正規メンバーに昇格[37]
- 7月17日 12thシングル『ベルゼブブ/フランシスカ』をリリース[38]
- 10月9日　天空音パレード2ndフルアルバム『Argonauts（アルゴノーツ）』をリリース[39]
- 10月9日 城田美遥が候補生から正規メンバーに昇格[40]

### 2020年
- 2月24日 渡辺姫華が卒業
- 2月27日 - 3月31日

足森いづみ春ツアー2020「Cuddly tomorrow」開催。スケジュール後半は新型コロナの影響で中止
- 2月29日 現体制での活動を終了し、新章開幕に向けた充電期間、調整期間に入る[42]
- 4月10日 あひるたい（青山さくら、姫咲結海、城田美遥）ソロシングル「プリンセス」をリリース[43]
- 6月27日 青山さくら、姫咲結海、城田美遥が卒業
- 8月5日 柑野みゆうが加入
- 8月5日 定期公演を『玉手箱』から『シンワールド』に刷新。竹上梨華が竹上りんかに改名[44]
- 9月21日 兎見さゆが加入して梅田アムホール主催ライブにて新体制がスタート[45]
- 9月23日 13thシングル『エウレカ』をリリース[45]

### 2021年
- 3月31日 14thシングル『ジンベエ』をリリース[46]
- 9月29日 紅月あまねが加入し、6人体制となる[47]
- 9月29日 天空音パレード3rdフルアルバム『HARMONIA（ハルモニア）』をリリース[48]
- 11月7日 - 12月5日 全国ツアー「夢神楽」を行い、全国12都市13会場でワンマンライブを開催[49]

### 2022年
- 2月2日 シングル『スノーマン』をリリース[50]
- 3月21日 柳谷ちほが卒業し、5人体制となる[51]
- 5月25日 15thシングル『ロキ』をリリース[52]
- 7月1日 結成10年を迎えて日本ご当地アイドル活性協会より『ご当地アイドル殿堂入り』に認定される[53]
- 8月7日 天空音パレード10th Anniversary Liveを開催。OGを含む14人でのメモリアルライブ[54]
- 11月16日 16thシングル『ジュゲム』をリリース[55]

### 2023年
- 4月15日 羽澄るなが加入し、6人体制となる[56]
- 6月5日 MUSIC CIRCUS FUKUOKAの東西聖戦IDOL COLOSSEUMに西日本エリア大将として福岡PayPayドームのステージに出演[57]
- 7月7日 羽澄るなが候補生から正規メンバーに昇格[58]
- 7月26日 天空音パレード4thフルアルバム『Mother Goose（マザーグース）』をリリース[59]
- 8月 人気スマホゲームアプリ「ロードモバイル」の広告モデルを決めるイベントの西日本イベントにて優勝
- 10月15日 天空音パレード史上最大ワンマンライブ『TOP of the world』を梅田バナナホールで開催し、目標を大きく超える258名の動員を達成
- 11月26日 足森いづみ・竹上りんか・紅月あまねの3人で海外研修旅行DVD『好好♡香港』をリリース

### 2024年
- 1月7日 メンバーのソロ曲&ユニット曲で構成されたオムニバスアルバム『GIFT』リリース
- 3月31日 柑野みゆうが卒業[60]
- 4月、6月に開催されるクロちゃん主催の大型フェス「クロフェス2024 ～5周年だよ！全員集合！だしん！～」にて大阪府代表として選出が発表[61]。
- 11月25日 仁瀬みるが正規メンバーに昇格

### 2025年
- 7月27日、9月に開催されるクロちゃん主催の大型フェス「クロフェス2025 6年目！クロフェスと結婚するしん！」にて大阪府代表として2年連続選出が発表[62]。

## CD

### シングル
| #              | 発売日         | タイトル                                                                                                 | 収録曲 |
| JSO            | JSO            | JSO | JSO |
| -------------- | -------------- | --- | --- |
| 1st            | 2013年3月13日  | 太陽の神『アマテラス -amaterasu-』                                                                       | 1. アマテラス（作詞：JSO、作曲・編曲：Studio KSP） 2. Run after a dream（作詞：Studio KSP・JSO、作曲・編曲：Studio KSP） 3. アマテラス（off vocal） 4. Run after a dream（off vocal） |
| 2nd            | 2013年9月11日  | 天界からの使い『カグヤ -kaguya-』                                                                        | 1. カグヤ（作詞：JSO、作曲・編曲：Studio KSP） 2. 恋してぶんぶん（作詞：JSO、作曲・編曲：Studio KSP） 3. カグヤ（off vocal） 4. 恋してぶんぶん（off vocal） |
| 天空音パレード |                | | |
| 3rd            | 2014年4月26日  | 灼熱の火竜『サラマンダー -salamander-』                                                                  | 1. サラマンダー（作詞：天空音パレード、作曲・編曲：Studio KSP） 2. 天空音パレード（作詞：天空音パレード、作曲・編曲：Studio KSP） 3. サラマンダー（off vocal） 4. 天空音パレード（off vocal） |
| 4th            | 2014年11月26日 | 大地を揺るがす巨人族『タイタン -TITAN-』/ 円卓の騎士『ナイツオブラウンド -KIGHTS OF THE ROUND-』         | 1. タイタン（作詞：天空音パレード、作曲・編曲：Studio KSP） 2. ナイツオブラウンド（作詞：天空音パレード、作曲・編曲：Studio KSP） 3. タイタン（off vocal） 4. ナイツオブラウンド（off vocal） |
| 5th            | 2015年10月21日 | 神々の隠れんぼ『ハイドアンドシーク -hide and seek-』/ 楽園の聖歌隊『マクイルショチトル -MACUILXOCHITL-』 | 1. ハイドアンドシーク（作詞：van、作曲・編曲：kei） 2. マクイルショチトル（作詞：van・竹下絵莉、作曲・編曲：KyoMiura） 3. どどどどんかーん！（作詞：竹下絵莉・百武あい・佐藤玲奈、作曲・編曲：辻たいじ） 4. ハイドアンドシーク（offvocal） 5. マクイルショチトル（offvocal） 6. どどどどんかーん！（offvocal）                                                           |
| 6th            | 2016年4月27日  | 歴史の道標『ヤマトタケル -YAMATOTAKERU-』/ 世界の終焉『ラグナロク -RAGNAROK-』                           | 1. ヤマトタケル（作詞：VAN、作曲・編曲：kei） 2. ラグナロク（作詞：VAN・竹下絵莉・佐藤玲奈、作曲：北口慎一朗、編曲：北口慎一朗・kei） 3. ツインテール（作詞：VAN、作曲・編曲：kei） 4. 光輝くホライズン（作詞：足森いづみ・田辺理子、作曲・編曲：kei） 5. ヤマトタケル（offvocal） 6. ラグナロク（offvocal） 7. ツインテール（offvocal） 8. 光輝くホライズン（offvocal） |
| 7th            | 2016年11月9日  | 受け継がれし神語(カンガタリ)『ワールズ』                                                                 | 1. ワールズ（作詞：VAN、作曲・編曲：kei） 2. 道化輪舞曲～ピエロンド～（作詞：竹下絵莉・佐藤玲奈、作曲・編曲：kei） 3. エナジーソング（作詞：VAN・芦田愛由、作曲：ヒロセケイタ、編曲：ヒロセケイタ・kei） 4. ワールズ（off vocal） 5. 道化輪舞曲～ピエロンド～（off vocal） 6. エナジーソング（off vocal）                                                                |
| 8th            | 2017年5月31日  | インドの風『シンドバッド -Sindibaad-』/ 地獄の番人『エンマ』                                             | 1. シンドバッド（作詞：VAN、作曲・編曲：Kei） 2. エンマ（作詞：VAN、作曲・編曲：Kei） 3. Are you ready? （作詞：出癸健助、VAN、作曲・編曲：鳩葉二智也） 4. シンドバッド（off vocal） 5. エンマ（off vocal） 6. Are you ready? （off vocal） |
| 9th            | 2017年11月15日 | 縦横無尽の大活劇『ソンゴクウ』/ 伝説の勝負師『ギャンブラー』                                             | 1. ソンゴクウ（作詞：VAN、作曲・編曲：Kei） 2. ギャンブラー（作詞：VAN、作曲・編曲：Kei） 3. Right-of-way （作詞：足森いづみ、作曲・編曲：千原弘嗣） 4. ソンゴクウ（off vocal） 5. ギャンブラー（off vocal） 6. Right-of-way （off vocal） |
| 10th           | 2018年8月8日   | ゼルダ/カムイ                                                                                            | 1. ゼルダ（作詞：VAN、作曲・編曲：Kei） 2. カムイ（作詞：VAN、作曲・編曲：nabet） 3. ハッピーアワー（作詞：足森いづみ・白石栞奈、作曲・編曲：Kei） 4. ゼルダ（off vocal） 5. カムイ（off vocal） 6. ハッピーアワー（off vocal） |
| 11th           | 2019年1月16日  | キューピッド/オリハルコン                                                                                | 1. キューピッド (作詞：VAN、作曲・編曲：Kei(Thrice M)) 2. オリハルコン (作詞：VAN・竹下絵莉、作曲：北口慎一朗、編曲：北口慎一朗・Kei(Thrice M)) 3. キューピッド(off vocal) 4. オリハルコン(off vocal) |
| 12th           | 2019年7月17日  | ベルゼブブ/フランシスカ                                                                                  | 1. ベルゼブブ (作詞：VAN、作曲・編曲：Kei(Thrice M)) 2. フランシスカ (作詞：VAN・柳谷ちほ、ko-ta、作曲・編曲：ko-ta) 3. ベルゼブブ(off vocal) 4. フランシスカ (off vocal) |
| 13th           | 2020年9月23日  | エウレカ                                                                                                 | 1. エウレカ (作詞：VAN・足森いづみ、作曲・編曲：Kei(Thrice M)) 2. バジリスク (作詞：VAN、作曲・編曲：Kei(Thrice M)) 3. ギルガメッシュ (作詞：VAN・fujiwaland、作曲・編曲：fujiwaland 4. エウレカ(off vocal) 5. バジリスク (off vocal) 6. ギルガメッシュ (off vocal) |
| 14th           | 2021年3月31日  | 鮫の王『ジンベエ』                                                                                       | 1. ジンベエ (作詞：VAN、作曲・編曲：Kei) 2. アリス (作詞：VAN、作曲・編曲：fujiwaland) 3. ハーレクイン (作詞：VAN・柳谷ちほ、作曲・編曲：岡田ケイスケ 4. ジンベエ(off vocal) 5. アリス (off vocal) 6. ハーレクイン (off vocal) |
| 15th           | 2022年5月25日  | 北欧のトリックスター『ロキ』                                                                             | 1. ロキ（作詞：VAN、作曲・編曲：Kei） 2. アトランティス（作詞：VAN・びわ湖くん、作曲・編曲：びわ湖くん） 3. ミロク（作詞：VAN・fujiwaland）、作曲・編曲：fujiwaland） 4. ロキ(off vocal) 5. アトランティス(off vocal) 6. ミロク(off vocal) |
| 16th           | 2022年11月23日 | 寿に限り無し『ジュゲム』                                                                                 | 1. ジュゲム（作詞：VAN、作曲・編曲：Kei） 2. パイレーツ（作詞：VAN、作曲・編曲：Kei） 3. セントクルス（作詞：VAN、作曲・編曲：岡田ケイスケ） 4. ジュゲム(off vocal) 5. パイレーツ(off vocal) 6. セントクルス(off vocal) |

### アルバム
| #              | 発売日         | タイトル                     | 収録曲 |
| 天空音パレード | 天空音パレード | 天空音パレード               | 天空音パレード |
| -------------- | -------------- | ---------------------------- | --- |
|                | 2015年6月10日  | フルコース                   | 1. 十三響想曲（作詞：金川武史、作曲・編曲：金川武史） 2. winning run（作詞：金川武史、作曲・編曲：金川武史） 3. オレンジ☆センシ（作詞：天空音パレード、作曲・編曲：ザわ） 4. パレディエール（作詞：天空音パレード、作曲・編曲：大野瞬） 5. 心が☆chikuchiku（作詞：GASAN、作曲・編曲：GASAN） 6. クロスロード（作詞：天空音パレード、作曲・編曲：Kei） 7. ボケたらツッこんで！（作詞：天空音パレード、作曲・編曲：金川武史） |
| 1st            | 2018年2月21日  | mythical world               | 1. ロビンフッド (作詞：VAN、作曲・編曲：Kei) 2. エンマ (作詞：VAN、作曲・編曲：Kei) 3. ソンゴクウ (作詞：VAN、作曲・編曲：Kei) 4. リヴァイアサン (作詞：VAN、作曲・編曲：Kei) 5. イヴ (作詞：VAN・足森いづみ・黒坂ナオ、作曲・編曲：黒坂ナオ) 6. ギャンブラー (作詞：VAN、作曲・編曲：Kei) 7. サンダーバード (作詞：VAN、作曲・編曲：ko-ta) 8. ヤマタノオロチ (作詞：VAN、作曲・編曲：Kei) 9. エクスカリバー (作詞：VAN・竹下絵莉、作曲：北口慎一朗・編曲：北口慎一朗・Kei) 10. シンドバッド (作詞：VAN、作曲・編曲：Kei) |
| 2nd            | 2019年10月9日  | Argonauts（アルゴノーツ）    | 1. ダイナソー (作詞：VAN、作曲・編曲：Kei(Thrice M)) 2. カムイ(作詞：VAN、作曲・編曲：nabet) 3. アシュラ (作詞：VAN・岡田ケイスケ(NEUR0GENESIS)、作曲・編曲：岡田ケイスケ(NEUR0GENESIS)) 4. ゼルダ (作詞：VAN、作曲・編曲：Kei(Thrice M)) 5. オリハルコン (作詞：VAN・竹下絵莉、作曲：北口慎一朗・編曲：北口慎一朗・Kei(Thrice M)) 6. フランシスカ (作詞：VAN・柳谷ちほ・ko-ta、作曲・編曲：ko-ta) 7. ウィルオーウィスプ (作詞：VAN・足森いづみ・渡辺姫華、作曲・編曲：岡田ケイスケ(NEUR0GENESIS)) 8. ベルゼブブ (作詞：VAN、作曲・編曲：Kei(Thrice M)) 9. ダルタニアン(作詞：VAN、作曲・編曲：Kei(Thrice M)) 10. キュービッド (作詞：VAN、作曲・編曲：Kei(Thrice M))                                                            |
| 3rd            | 2021年9月29日  | HARMONIA（ハルモニア）       | 1. ナスカ (作詞：VAN、作曲・編曲：Kei) 2. ジンベエ (作詞：VAN、作曲・編曲：Kei) 3. ギルガメッシュ (作詞：VAN・fujiwaland、作曲・編曲：fujiwaland) 4. ミネルヴァ (作詞：VAN、作曲・編曲：Pad) 5. アリス (作詞：VAN、作曲・編曲：fujiwaland) 6. バジリスク (作詞：VAN、作曲・編曲：Kei) 7. ヘッジホッグ (作詞：VAN、作曲・編曲：Ryo) 8. ハーレクイン (作詞：VAN、作曲・編曲：岡田ケイスケ） 9. ケセランパサラン (作詞：VAN・TaK、作曲・編曲：TaK) 10. フェニックス (作詞：VAN、作曲・編曲：Kei) 11. エウレカ (作詞：VAN、作曲・編曲：Kei |
| 4th            | 2023年7月26日  | Mother Goose（マザーグース） | 1. ミロク (作詞：VAN・fujiwaland、作曲・編曲：fujiwaland) 2. ヘカトンケイル (作詞：VAN、作曲：Kei、編曲：TOMOKI) 3. パイレーツ (作詞：VAN、作曲・編曲：Kei) 4. セントクルス (作詞：VAN、作曲・編曲：岡田ケイスケ) 5. サイキック (作詞：VAN、作曲・編曲：fujiwaland) 6. ロキ (作詞：VAN、作曲・編曲：Kei) 7. トロイメライ (作詞：VAN、作曲・編曲：桑村拓朗) 8. シュテン (作詞：VAN、作曲・編曲：岡田ケイスケ） 9. アトランティス (作詞：VAN・びわ湖くん、作曲・編曲：びわ湖くん) 10. ジュゲム (作詞：VAN、作曲・編曲：Kei) |
|                | 2024年1月7日   | GIFT                         | 1.スマイルオーダー(作詞：竹上りんか・柑野みゆう・兎見さゆ 作曲・編曲：坂本和哉) 2.[bétə](作詞：兎見さゆ 作曲：Kei 編曲・Guitar：TOMOKI) 3.minority(作詞：紅月あまね 作曲・編曲：一ノ瀬 奏人) 4.プリンセス(作詞：VAN 作曲・編曲：fujiwaland) 5.セバスチャン(作詞：VAN・竹上りんか 作曲・編曲：fujiwaland) 6.フォーリンLOVE(作詞：足森いづみ・柑野みゆう・紅月あまね 作曲・編曲：岡田ケイスケ) 7.ウロボロス(作詞：VAN・momon 作曲・編曲：momon) 8.Door to Dreams(作詞：兎見さゆ 作曲・編曲：fujiwaland) 9.星攫い(作詞：足森いづみ 作曲・編曲：Kei) 10.Dear(作詞：柑野みゆう 作曲・編曲：fujiwaland) 11.シュガータイム(作詞：竹上りんか・兎見さゆ 作曲・編曲：金澤健介) 12.約束の。(作詞：柑野みゆう・羽澄るな 作曲・編曲：tootkhc) |

### その他

#### コンピレーションアルバムへの参加
- 「すきドルPROJECT2 Official Songs」(2015年9月20日)
  - 2. SAY☆いぇ〜！（作詞：ヒルマ弘、作曲：久保こーじ）
  - 5. SAY☆いぇ〜！（カラオケ）
- 「すきドル3公式ソング集」(2016年12月27日)
  - 1. MONSTER（作詞 作曲 編曲：クボナオキ）
  - 4. MONSTER（カラオケ）

## ミュージックビデオ
| タイトル           | 発表年月日     | URL                                         | 備考 |
| ------------------ | -------------- | ------------------------------------------- | --- |
| 天空音パレード     | 2014年5月15日  | https://www.youtube.com/watch?v=P7dVcMb6iCQ | 3rdシングル「サラマンダー」内の収録曲                                                                                         |
| アマテラス         | 2014年9月17日  | https://www.youtube.com/watch?v=XJZI97houaA | 1stシングル表題曲 |
| タイタン           | 2015年3月1日   | https://www.youtube.com/watch?v=j0mS8IzFcsA | 4thシングル表題曲 |
| ハイドアンドシーク | 2015年5月16日  | https://www.youtube.com/watch?v=5R2QRGRtf0k | 5thシングル表題曲 |
| マクイルショチトル | 2016年1月1日   | https://www.youtube.com/watch?v=GUU6H9QMq2Q | 5thシングル表題曲 |
| ヤマトタケル       | 2016年5月7日   | https://www.youtube.com/watch?v=d4XqVx6_i_w | 6thシングル表題曲、台湾ロケ                                                                                                   |
| ラグナロク         | 2016年6月3日   | https://www.youtube.com/watch?v=kEL7lOVIMT8 | 6thシングル表題曲、長州小力出演                                                                                               |
| ソンゴクウ         | 2017年1月17日  | https://www.youtube.com/watch?v=OXx0lSTgcRA | 9thシングル表題曲 |
| シンドバッド       | 2017年12月26日 | https://www.youtube.com/watch?v=E6x46xMOZRE | 8thシングル表題曲 |
| ハッピーアワー     | 2018年7月7日   | https://www.youtube.com/watch?v=6EQ46BiIuEU | 10thシングル「ゼルダ/カムイ」内の収録曲、沖縄ロケ                                                                             |
| キューピット       | 2019年1月17日  | https://www.youtube.com/watch?v=4ill4vpST-8 | 11thシングル、イタリアロケ テレビ東京系「勇者ああああ～ゲーム知識ゼロでもなんとなく見られるゲーム番組～」エンディングテーマ曲 |
| ベルゼブブ         | 2019年8月5日   | https://www.youtube.com/watch?v=3MbLGxLMDMo | 12thシングル表題曲 |
| ラグドゥネーム     | 2019年11月7日  | https://www.youtube.com/watch?v=jQDIE87J504 | 足森いづみ1stシングル、沖縄ロケ                                                                                               |
| エウレカ           | 2020年9月21日  | https://www.youtube.com/watch?v=hT16TBjdkJw | 13thシングル表題曲 |
| バジリスク         | 2020年10月9日  | https://www.youtube.com/watch?v=bsjoouQ9lAw | 13thシングル収録曲 |
| ジンベエ           | 2021年3月31日  | https://www.youtube.com/watch?v=Ph5tksVhTwI | 14thシングル表題曲 |
| アトランティス     | 2022年5月29日  | https://www.youtube.com/watch?v=v2vcYyqHWCA | 15thシングル収録曲、びわ湖くん出演                                                                                            |
| ロキ               | 2022年6月17日  | https://www.youtube.com/watch?v=aI1pyOWV4ss | 15thシングル表題曲 |
| ジュゲム           | 2022年11月23日 | https://www.youtube.com/watch?v=RmeanGVBeXo | 16thシングル表題曲 |
| クロスロード       | 2023年1月22日  | https://www.youtube.com/watch?v=K1ZYAVvcj-I | 足森いづみ1stアルバム収録曲                                                                                                   |
| ヘケトンケイル     | 2023年7月26日  | https://www.youtube.com/watch?v=1LUxe3CLBpA | 4thアルバム収録曲 |

## DVD

### ライブDVD
| #               | 発売日         | タイトル                         | 収録曲 | 規格品番 | 備考 |
| JSO             | JSO            | JSO                              | JSO | JSO      | JSO  |
| --------------- | -------------- | -------------------------------- | --- | -------- | ---- |
| 1st             | 2013年10月5日  | 1stワンマンライブ 恋してぶんぶん | 1. Run after a dream 2. winning run 3. 恋してぶんぶん 4. 十三響想曲 5. アマテラス 他全7曲+特典映像を収録 |          |      |
| [天空音パレード |                |                                  | |          |      |
| 2nd             | 2014年12月28日 | 2nd ワンマンライブ STAND BY ME   | 1. ナイツオブラウンド 2. アマテラス 3. カグヤ 4. Run after a dream 5. winning run 6. パレディエール 7. サラマンダー 8. 天空音パレード 9. オレンジ☆センシ 10. 十三響想曲 11. タイタン 12. 恋してぶんぶん 13. ジーザスメドレー 他全19曲+特典舞台裏映像を収録 |          |      |

### ミュージック・ビデオ集(DVD)
| #              | 発売日         | タイトル               | 収録曲 |
| 天空音パレード | 天空音パレード | 天空音パレード         | 天空音パレード                                                                                                  |
| -------------- | -------------- | ---------------------- | --- |
| 1st            | 2015年3月29日  | 音戯奏師 -OTOGISOUSHI- | 1. 天空音パレード 2. アマテラス 3. カグヤ 4. サラマンダー 5. タイタン 6. ナイツオブラウンド                     |
| 2nd            | 2016年12月23日 | 音戯奏師2              | 1. ハイドアンドシーク 2. マクイルショチトル 3. ヤマトタケル 4. ラグナロク 5. ワールズ                           |
| 3rd            | 2020年4月25日  | 音戯奏師3              | 1. シンドバッド 2. ソンゴクウ 3. ハッピーアワー 4. キューピッド 5. ベルゼブブ 6. フランシスカ 7. ラグドゥネーム |
| 4th            | 2022年2月11日  | 音戯奏師4              | 1. エウレカ 2. バジリスク 3. ジンベエ 4. フェニックス 5. スノーマン                                             |

### その他

#### コンピレーションDVDへの参加
- 「すきドルLIVE!002」（2015年9月20日ー
  - VOICE
  - タイタン〜アマテラス 2015年7月11日「第2回すきドルグランプリ」でのライブ映像、特典バックステージ映像、特典イベント映像で参加
- 「すきドルLIVE!003」（2017年4月28日）
  - 2016年7月23日、2016年8月20日「第3回すきドルグランプリ」のライブ映像で参加

## 個人作品

### DVD
- 百武あい・足森いづみ「柑橘トロピカル in GUAM」(2015年7月29日、ロケ地：グアム)
- 徳永彩佳・芦田愛由「北国大作戦 in 北海道 〜ふたりでできるもん〜」(2015年12月23日、ロケ地：北海道)
- 天空音パレード「天空台北記」(2016年4月6日、ロケ地：台湾)
- 徳永彩佳・百武あい「キミとかぴょん」(2016年10月22日、ロケ地：神奈川県)
- 足森いづみ・竹下絵莉「バリバリバカンスッ！〜魂開放ツアー〜」(2017年5月17日、ロケ地：インドネシアバリ島)
- 徳永彩佳・芦田愛由「いただき大作戦 ～あやかぴ&あゆごん 西日本縦断の旅〜」(2017年10月4日)
- 竹下絵莉・白石栞奈「沖ドキ！！グラマーアイドル」（2018年7月25日、ロケ地：沖縄）
- 足森いづみ・柳谷ちほ「Ciao！イタリア」(2018年11月、ロケ地：イタリア）
- 足森いづみ・青山さくら「AQUA！」(2019年8月7日、ロケ地：沖縄）
- 天空音パレード「Winter Water World」(2021年3月10日、ロケ地：沖縄)
- 天空音パレード「北海オンパレー道」(2022年12月25日、ロケ地：北海道）
- 足森いづみ・竹上りんか・紅月あまね「好好♡香港」(2023年10月26日、ロケ地：香港・マカオ）

### 写真集
- 百武あい「あいらんど」(2015年8月30日) ISBN 978-4902365054
- 足森いづみ「せーのっ！」(2015年8月30日) ISBN 978-4902365061
- 足森いづみ「#等身大」(2017年7月19日) ISBN 978-4902365085
- 竹下絵莉「あの竹下がこんなに可愛いわけがない」(2017年7月19日) ISBN 978-4902365092
- 徳永彩佳「とりっくすたー☆」(2017年10月24日) ISBN 978-4902365108
- 芦田愛由「16歳」(2017年12月20日) ISBN 978-4902365115
- 足森いづみ「Romance」(2019年1月30日）

## 出演

### テレビ
- 明けまして、ざっくりハイタッチです！4時間も？生放送スペシャル(2014年12月31日、百武あい・徳永彩佳出演、テレビ東京)
- musicるTV(2015年4月30日深夜、ABCテレビ)
- ご当地アイドルイチャイチャ音楽バラエティ！おまねきてれび(2015年10月－2016年3月、BS12 トゥエルビ)
- ハッキリ5(2016年5月1日、ABCテレビ)[64]
- ハッキリ5(2016年9月11日、足森いづみ出演、ABCテレビ)
- おまねきてれび3 放送直前スペシャル(2016年9月29日深夜、BS12 トゥエルビ)[65][66]
- ご当地アイドルイチャイチャ音楽バラエティ！ おまねきてれび3(2016年10月－2017年3月、BS12 トゥエルビ)[67][68][69][70]
- 東京オーディション(仮)(2016年11月7日深夜、TOKYO MX)
- 異界のドア　～ホラー・不思議現象の総合番組～(2017年4月12日深夜、足森いづみ出演、TOKYO MX)

### 雑誌
- Kansai Walker PRESENTS 関西ご当地アイドル名鑑 [電子書籍] (page 065-067, 角川マガジンズ)
- KANSAI IDOL FILE(page 097, シンコーミュージック・エンタテイメント)
- 投票型ライブアイドル応援マガジン　LIVEアイドル図鑑(Vol.5, page 075, オークラ出版)
- TRASH-UP!!(Vol.21, page 106, 竹下絵莉が代表で掲載, トラッシュ・アップ)
- BUBKA(2015年12月号, page 105, 全国アイドル選抜グラビア“逸材”発掘プロジェクトに、足森いづみ、竹下絵莉、百武あいの3名がエントリー, 白夜書房)
- KANSAI IDOL FILE 2015-2016(page 036-037, シンコーミュージック・エンタテイメント)
- 日本全国☆アイドル名鑑 2016-2017年版(page 089, 廣済堂出版)
- 熱狂! アイドル図鑑 2016 春・夏 A級保存版(page 084, ぴあ)
- 週刊FLASH(2016年8月2日号, page 97, ミスFLASH2017セミファイナリストとして百武あいが掲載,  光文社)
- 週刊FLASH(2016年8月9日号, page 100, ミスFLASH2017セミファイナリストとして百武あいが掲載, 光文社)
- 漫画アクション(2016年8月16日号, page 206, ミスアクション2017前期本戦選出者として徳永彩佳が掲載, 双葉社)
- 週刊FLASH(2016年10月11日号, page 50, ミスFLASH2017ファイナリストとして百武あいが掲載, 光文社)
- 週刊FLASH(2016年10月18日号, page 101, ミスFLASH2017ファイナリストとして百武あいが掲載, 光文社)
- 週刊FLASH(2016年10月25日号, page 100, ミスFLASH2017ファイナリストとして百武あいが掲載, 光文社)
- IDOL FILE Vol.01 KANSAI(page 024-025,  シンコーミュージック・エンタテイメント)
- 漫画アクション(2017年2月7日号, page 188, ミスアクション2017前期準グランプリとして徳永彩佳が掲載, 双葉社)
- 漫画アクション(2017年3月7日号, page 346, ミスアクション2017前期準グランプリとして徳永彩佳が掲載, 双葉社)
- IDOL FILE Vol.03 SOLO IDOL(page 99, KANSAI IDOL QUEEN 2017に、芦田愛由、足森いづみがエントリー, シンコーミュージック・エンタテイメント)

### 舞台
- アリスインプロジェクト「魔銃ドナーKIX」(大阪公演: 日本橋インディペンデントシアター2nd 2015年11月18日-22日, 和歌山公演: 和歌山マリーナシティ内Fun×Fam劇場 2015年11月28日-29日, 竹下絵莉が遠野ゆうき役、佐藤玲奈がミュート役で出演, 作・演出:細川博司)[71]
- アリスインプロジェクト「クォンタムドールズOSAKA～量子境界の遊歩者～」(日本橋インディペンデントシアター2nd 2016年10月26日-30日, 佐藤玲奈が烏丸千鶴役で出演, 作:麻草郁, 演出:河瀬仁誌)[72]

### 映像作品
- DVD「死霊映像 禁断の場所編」(2016年11月2日, 足森いづみ出演, (有)十影堂エンターテイメント/(株)ライフドキュメンタリー)
- DVD「流出心霊動画 2017初春版～闇・金編 11本～」(2017年2月2日, 竹下絵莉出演, (有)十影堂エンターテイメント/(株)ライフドキュメンタリー)